# Norio Kobajaši
Norio Kobajaši (* 29. dubna 1952) je japonský fotograf a profesor na katedře vizuálního umění na Musašino Art University.

## Životopis
Narodil se 29. dubna 1952 v Ódate v prefektuře Akita. Fotografovat začal v devíti letech. Absolvoval Tokijskou školu fotografie.
V 80. letech použil velkoformátovou kameru a barevný inverzní film k fotografování Tama New Town a Kohoku New Town, které byly ve výstavbě. Obdržel cenu New Face od Fotografické společnosti Japonska. V cyklu „KRAJINA“ Kobajaši uvedl, že „jeho záměrem mělo být objektivní, spíše než umělecký“, ale na své samostatné výstavě v roce 1986 „Topo Poté začal používat techniky, jako je vícenásobná expozice a kontinuální fotografie.
V roce 1993 získal 18. Kimura Ihei Award za svou fotoknihu FIRST LIGHT (PRVNÍ SVĚTLO), která zachycuje průmyslové oblasti v noci a scény, které mizí. Od roku 1997 aktivně prezentuje svou tvorbu na internetu pomocí digitálního fotoaparátu. Od roku 2007 je profesorem na katedře visuálního umění na Musašino Art University. Publikace zahrnují "Poslední domov" (1983), "Krajina" (1986), "První světlo / japonská krajina" (1992).
Kobajašiho fotografie byly vystaveny spolu s fotografiemi Júdži Saiga, Naoja Hatakejama a Tošio Jamane na výstavě Land of Paradox, která cestovala po USA v letech 1996–97.

### Ocenění
- 1986 Photographic Society of Japan Award Newcomer Award ( Fotokniha "Krajina")
- 1993 18. Cena za fotografii Ihei Kimury (fotokniha „FIRST LIGHT“, společně s Micugem Ónišim)

## Hlavní díla
- Fotokniha "LANDSCAPES" vydaná v roce 1986 (ARKONE)
- Fotokniha "FIRST LIGHT" vydaná v roce 1992 (Peyotl Koubou)
- Fotokniha "LAND OF PARADOX" spoluautorem, vydaná v roce 1997 (Tankoša)
- Je spoluautorem fotoknihy "SURFACE", vydané v roce 1995 (BOOTH-CLIBBORN EDITION, UK)